# حنان اشل
حنان اشل (Hanan Eshel) (زاده ۲۵ ژوئیه ۱۹۵۸ در قِخُوُت، درگذشته ۸ آوریل ۲۰۱۰) باستان‌شناس و مورخ اسرائیلی که در زمینه مطالعات طومارهای دریای مرده شناخته شده بود، اگرچه در زمینهٔ دورهٔ حشمونیان و بارکوخبا نیز تحقیقاتی انجام داده. علاوه بر این او به همراه مِگن بِروشی تعدادی غار مسکونی را در مجاورت قمران کشف کرد و در این زمینه انتشارات ارزشمندی داشت.

## مدارج تحصیلی
اشل آموزش آکادمیک خود را در دانشگاه عبری اورشلیم گذراند، مدرک کارشناسی خود را در مؤسسه باستان‌شناسی این دانشگاه در سال ۱۹۸۴م. اخذ کرد، سپس مدارج کارشناسی ارشد را بین سال‌های ۱۹۸۸–۱۹۸۵م. و دکترای را در سال ۱۹۹۳م. در دپارتمان تاریخ یهود به پایان رساند. رسالهٔ دکترای او در مورد ریشه‌های سامریی‌گرایی بود. از سال ۱۹۹۰م. حین پژوهش در مقطع دکترا، تدریس در بخش مطالعات سرزمین اسرائیل و باستان‌شناسی در دانشگاه بار-ایلان را آغاز کرد. او ۲۰ سال در دانشگاه بار-ایلان تدریس کرد و در سال ۱۹۹۹م. به درجهٔ دانشیاری رسید. او بین سال‌های ۲۰۰۲ تا ۲۰۰۴ به عنوان مدیر دپارتمان باستان‌شناسی این دانشگاه خدمت کرد.

## فعالیت‌های باستان‌شناسی
اشل به عنوان یک باستان‌شناس، بین سال‌های ۱۹۸۶ و ۱۹۹۳م. در تعدادی از غارهای باستانی در صحرای یهودیه - جایی که پناهندگان شورش بار کوخبا برای فرار از دست رومیان به آن‌ها پنهان بردند، پژوهش کرد. او در غاری نزدیک اریحا ۱۹ سند تجاری به زبان‌های عبری، آرامی و یونانی پیدا کرد. سپس بین سال‌های ۱۹۹۵ تا ۱۹۹۹م. پنج فصل سرپرست کاوش تل یتیر نزدیک شهر عراد بود. اشل در سال‌های ۱۹۹۶، ۲۰۰۱ و ۲۰۰۲م. سه فصل را همراه با مگن بروشی در قمران پژوهش کرد و بقایای تعدادی غار که در زمان حیات شهرک قمران مسکون بودند، شناسایی کرد.
در سال ۲۰۰۴م. به اشل بخش‌هایی از متون عبری باستانی نشان داده شد که طبق گزارش‌ها در بازار سیاه عرضه معامله می‌شد و ظاهراً این کار از سوی فردی که این متون را نگه‌داشته بود، به منظور تخمین ارزش مادی آن‌ها بود. یک سال بعد، اشل متوجه شد که متون هنوز به فروش نرسیده، پس بودجه‌ای از دانشگاه بار-ایلان برای خرید آن‌ها دریافت کرد، و پس از خرید آن‌ها را به ادارهٔ آثار باستانی اسرائیل تحویل داد. او معتقد بود قطعات مکتوب مربوط به کتاب سفر لاویان است که مبدأ آن یکی از غارهای نهال آروگوت است که در قرن دوم میلادی، پناهگاه رومیان بود.

## انتشارات
اشل کتاب‌های متعددی را نگاشت، او همچنین بیش از ۲۰۰ مقاله منتشر کرد. فهرست کامل انتشارات او شامل پانزده کتاب و تک‌نگاری، ۲۳۰ مقاله و نقد، و پانزده مدخل دایرةالمعارف است.
مقالات او عبارتند از:
- "A Qumran Composition Containing Part of Ps. 154 and a Prayer for the Welfare of King Jonathan and his Kingdom", with Ada Yardeni and Esther Eshel, in Israel Exploration Journal, 42.3/4 (1992), pp. 199–229.
- "Residential Caves at Qumran", with Magen Broshi, in Dead Sea Discoveries, 6 (1999), pp. 266–273.
- "Aqueducts in the Copper Scroll", in Copper Scroll Studies, ed. George J. Brooke and Philip R. Davies, (London: Sheffield Academic Press, 2002), pp. 92–107.
- 'A Document from "Year 4 of the Destruction of the House of Israel"', with Ada Yardeni and Esther Eshel, in Dead Sea Discoveries, 18 (2011), pp. 1–28.

کتاب‌های او عبارتند از:
- Refuge Caves of the Bar Kokhba Revolt (two volumes) written with Roi Porat (Israel Exploration Society 1998).
- The Dead Sea scrolls and the Hasmonean state. (Grand Rapids/Mich: William B. Eerdmans Pub; Jerusalem: Yad Ben-Zvi Press 2008). شابک ‎۹۷۸−۰−۸۰۲۸−۶۲۸۵−۳
- Qumran: Scrolls, Caves, History. (Jerusalem: Carta 2009). شابک ‎۹۷۸−۹۶۵−۲۲۰−۷۵۷−۹ISBN 978-965-220-757-9

## زندگی شخصی
حنان اشل در طول خدمت سربازی خود (۱۹۸۰–۱۹۷۷م)، با همسرش، استر ("استی") اشل، که یک کتیبه‌شناس بود، آشنا شد و با همکاری او چندین مقاله علمی منتشر کرد. از اشل همسر، یک پسر، اوشالوم، یک دختر، میشال و سه نوه به یادگار مانده‌است.

## برای مطالعهٔ بیشتر
Albert I. Baumgarten, "Hanan Eshel as a Historian of the Jews" 1, Dead Sea Discoveries, Volume 18, Issue 3, pp. 279–294, 2011, ISSN 0929-0761 E-ISSN 1568-5179.